# Kutinská
Kutinská – potok w powiecie Martin w środkowej Słowacji. Jest prawostronnym dopływem potoku Ráztoky w dorzeczu Wagu. 
Wypływa na wysokości około 960 m na zachodnich stokach szczytu Nižná Lipová (1162 m) w Wielkiej Fatrze. Początkowo spływa w kierunku zachodnim, potem północno-zachodnim, u podnóży szczytu Ostré (787 m) znów zmienia kierunek na zachodni i na wysokości około 520 m uchodzi do potoku Ráztoky spływającego dnem Veľkiej doliny.
Kutinská ma jeden tylko dopływ – prawoboczny potok spływający dolinką wcinająca się w południowo-zachodnie stoki Magury (1059 m).